# Yuki Horigome
Yuki Horigome (堀米 勇輝 Horigome Yuki?), född 13 december 1992 i Yamanashi prefektur, är en japansk fotbollsspelare.
Horigome började sin karriär 2010 i Ventforet Kofu. 2013 blev han utlånad till Roasso Kumamoto. 2014 blev han utlånad till Ehime FC. Han gick tillbaka till Ventforet Kofu 2015. 2016 flyttade han till Kyoto Sanga FC. Efter Kyoto Sanga FC spelade han för Ventforet Kofu och JEF United Chiba.